# Кубок Німеччини з футболу 1995—1996
Кубок Німеччини з футболу 1995—1996 — 53-й розіграш кубкового футбольного турніру в Німеччині. У кубку взяли участь 64 команди. Переможцем кубка Німеччини вдруге став Кайзерслаутерн.

## Другий раунд
| Команда 1                   | Рахунок | Команда 2                     |
| --------------------------- | ------- | ----------------------------- |
| 18 вересня 1995             |         |                               |
| Фортуна (Дюссельдорф)       | 3:1     | Баварія                       |
| 19 вересня 1995             |         |                               |
| Лейпциг (2)                 | 0:1     | Шальке 04                     |
| Беккум (5)                  | 2:3     | Унтерахінг (2)                |
| Боруссія (Дортмунд)         | 3:0     | Юрдінген 05                   |
| Кайзерслаутерн              | 3:0     | Ваттеншайд 09 (2)             |
| Фрайбург                    | 1:0     | Армінія (Білефельд) (2)       |
| Нюрнберг (2)                | 2:1     | Меппен (2)                    |
| Мюнхен 1860                 | 5:1     | Айнтрахт (Франкфурт-на-Майні) |
| 20 вересня 1995             |         |                               |
| Лок-Альтмарк (Штендаль) (3) | 3:2 дч  | Герта (2)                     |
| Грайфсвальдер (4)           | 1:4     | Рот-Вайс (Ессен) (3)          |
| Заксен (3)                  | 0:2     | Карлсруе СК                   |
| Зандгаузен (3)              | 1:2     | Гомбург (3)                   |
| Карл Цейс (2)               | 2:5     | Хемніцер (2)                  |
| Баєр 04                     | 2:0     | Боруссія (Менхенгладбах)      |
| Майнц 05 (2)                | 2:3     | Вердер                        |
| Вальдгоф (2)                | 2:0     | Цвікау (2)                    |

## Третій раунд
| Команда 1                   | Рахунок         | Команда 2           |
| --------------------------- | --------------- | ------------------- |
| 3 жовтня 1995               |                 |                     |
| Лок-Альтмарк (Штендаль) (3) | 2:2 дч пен. 5:4 | Вальдгоф (2)        |
| Гомбург (3)                 | 2:1             | Мюнхен 1860         |
| Нюрнберг (2)                | 3:2             | Вердер              |
| Кайзерслаутерн              | 1:0             | Шальке 04           |
| 4 жовтня 1995               |                 |                     |
| Унтерахінг (2)              | 2:3             | Карлсруе СК         |
| Фрайбург                    | 0:1 дч          | Боруссія (Дортмунд) |
| Фортуна (Дюссельдорф)       | 3:1             | Хемніцер (2)        |
| Рот-Вайс (Ессен) (3)        | 4:4 дч пен. 1:4 | Баєр 04             |

## Чвертьфінали
| Команда 1                   | Рахунок         | Команда 2      |
| --------------------------- | --------------- | -------------- |
| 31 жовтня 1995              |                 |                |
| Лок-Альтмарк (Штендаль) (3) | 1:1 дч пен. 3:4 | Баєр 04        |
| 7 листопада 1995            |                 |                |
| Фортуна (Дюссельдорф)       | 1:0             | Нюрнберг (2)   |
| Гомбург (3)                 | 3:4 дч          | Кайзерслаутерн |
| Боруссія (Дортмунд)         | 1:3             | Карлсруе СК    |

## Півфінали
| Команда 1      | Рахунок | Команда 2             |
| -------------- | ------- | --------------------- |
| 27 лютого 1996 |         |                       |
| Кайзерслаутерн | 1:0     | Баєр 04               |
| 28 лютого 1996 |         |                       |
| Карлсруе СК    | 2:0     | Фортуна (Дюссельдорф) |

## Фінал
| 25 травня 1996 19:00 (CET) |

| Кайзерслаутерн | 1:0      | Карлсруе |
| -------------- | -------- | -------- |
| Вагнер 42'     | Протокол |          |

| Олімпіаштадіон, Берлін Глядачів: 75 782 Арбітр: Гельмут Круг |